# Florence Duperval Guillaume
Florence Duperval Guillaume é uma política haitiana que atuou como primeira-ministra do Haiti entre 20 de dezembro de 2014 até 16 de janeiro de 2015.